# Арнор Свейнн Адальстейнсон
Заголовок цієї статті — це ісландське ім'я, де Арнор — особове ім'я, а Адальстейнсон — ім'я по батькові. 
Арнор Свейнн Адальстейнсон (ісл. Arnór Sveinn Aðalsteinsson, нар. 26 січня 1986, Рейк'явік) — ісландський футболіст, захисник клубу «Брейдаблік».
Виступав, зокрема, за клуби «Брейдаблік» та «КР Рейк'явік», а також національну збірну Ісландії.

## Клубна кар'єра
Народився 26 січня 1986 року в місті Рейк'явік. Вихованець футбольної школи клубу «Брейдаблік». Дорослу футбольну кар'єру розпочав 2004 року в основній команді того ж клубу, в якій провів сім сезонів, взявши участь у 94 матчах чемпіонату. 
Згодом з 2011 по 2016 рік грав у складі команд «Генефосс» та «Брейдаблік».
Своєю грою за останню команду привернув увагу представників тренерського штабу клубу «КР Рейк'явік», до складу якого приєднався 2017 року. Відіграв за рейк'явіцьку команду наступні п'ять сезонів своєї ігрової кар'єри. Більшість часу, проведеного у складі «Рейк'явіка», був основним гравцем захисту команди.
До складу клубу «Брейдаблік» приєднався 2023 року. 

## Виступи за збірні
Протягом 2007–2008 років залучався до складу молодіжної збірної Ісландії. На молодіжному рівні зіграв у 9 офіційних матчах.
У 2009 році дебютував в офіційних матчах у складі національної збірної Ісландії.

## Титули і досягнення
- Чемпіон Ісландії (2):

«Брєйдаблік»: 2010
КР: 2019
- Володар Кубка Ісландії (1):

«Брєйдаблік»: 2009
- Володар Суперкубка Ісландії (2):

КР: 2020
«Брєйдаблік»: 2023
- Володар Кубка ісландської ліги (4):

«Брєйдаблік»: 2015, 2024
КР: 2017, 2019